# Lac Saint-Père
Pour les articles homonymes, voir Saint-Père.
Le lac Saint-Père est un plan d'eau dans la partie Est du territoire de Senneterre (ville), dans la municipalité régionale de comté (MRC) La Vallée-de-l'Or, dans la région administrative de Abitibi-Témiscamingue, dans la province de Québec, au Canada. Ce plan d'eau s’étend entièrement dans le canton de Saint-Père.
La foresterie constitue la principale activité économique du secteur.
Le bassin versant du lac Saint-Père est accessible grâce à une route forestière qui passe au Nord du lac et une autre qui passe au Sud près du lac du Cimetière.
La surface de la rivière Saint-Père est habituellement gelée du début novembre à la mi-mai, toutefois la circulation sécuritaire sur la glace se fait généralement de la mi-novembre à la mi-avril.

## Géographie
Ce lac d’une longueur de 8,4 km épouse la forme d’une croix dont le tronc principal est courbé vers la droite.
Le lac Saint-Père s’approvisionne par quelques lacs environnants.
L’embouchure de ce lac est localisé sur la rive Ouest d’une baie de la partie Nord du lac, soit à :
- 12,8 km au Sud-Est de l’embouchure de la rivière Saint-Père ;
- 51,9 km au Sud de l’embouchure de la rivière Wetetnagami ;
- 72,4 km au Sud de l’embouchure de la rivière Nicobi ;
- 118,4 km au Sud de la confluence de la rivière Opawica et de la rivière Chibougamau ;
- 68,4 km au Sud-Est du centre du village de Lebel-sur-Quévillon ;
- 128,6 km au Sud-Est de l’embouchure du Lac au Goéland (rivière Waswanipi).

Les principaux bassins versants voisins du lac Saint-Père sont :
- côté Nord : rivière Saint-Père, rivière Wetetnagami, rivière Dazemard, lac Nicobi ;
- côté Est : rivière Macho, lac Maseres, Lac aux Loutres ;
- côté Sud : rivière Macho, rivière Mégiscane ;
- côté Ouest : lac Castonguay, rivière O'Sullivan, rivière Lecompte.

## Toponymie
Le toponyme "lac Saint-Père" a été officialisé le 5 décembre 1968 par la Commission de toponymie du Québec, soit lors de sa
création.